# Evropská silnice E16
Evropská silnice E16 je evropskou silnicí 1. třídy. Začíná v Severním Irsku v Londonderry a končí ve švédském Gävle. Celá trasa měří 1 679 kilometrů. E16 je hlavním silničním tahem mezi dvěma největšími norskými městy Oslem a Bergenem. V Norsku trasa vede skrz nejdelší silniční tunel na světě. V roce 2011 bylo rozhodnuto o prodloužení trasy z Osla dál na východ až do švédského do Gävle.
Na trase protíná E16 několik dalších evropských silnic. V Belfastu E1 a E18, v Glasgow E5, v Edinburghu E15, v Bergenu E39 a nakonec v Sandvice znovu E18. Po zmíněném rozšíření protíná E16 ještě E6 u Gardermoenu, E45 mezi Torsby a Malungem a E4 v Gävle.

## Trasa
- Spojené království
  -  Severní Irsko
    - Londonderry – Belfast

  -  Skotsko
    - Greenock – Paisley – Glasgow – Motherwell – Edinburgh

- Norsko
  - Bergen – Voss – Lærdalský tunel – Hønefoss

- Švédsko
  - Kongsvinger – Torsby – Malung – Gävle

## Galerie

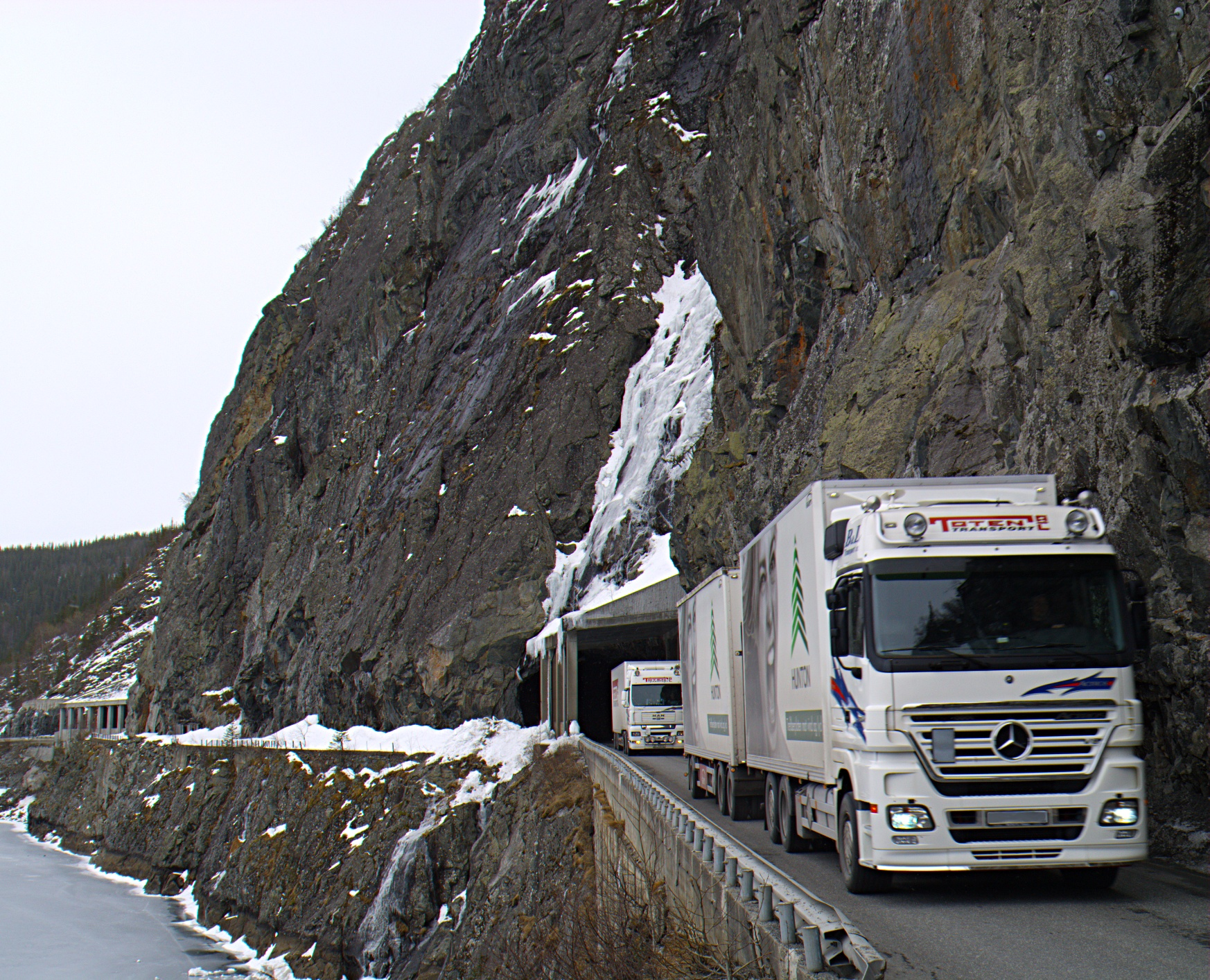
E16 v Norsku
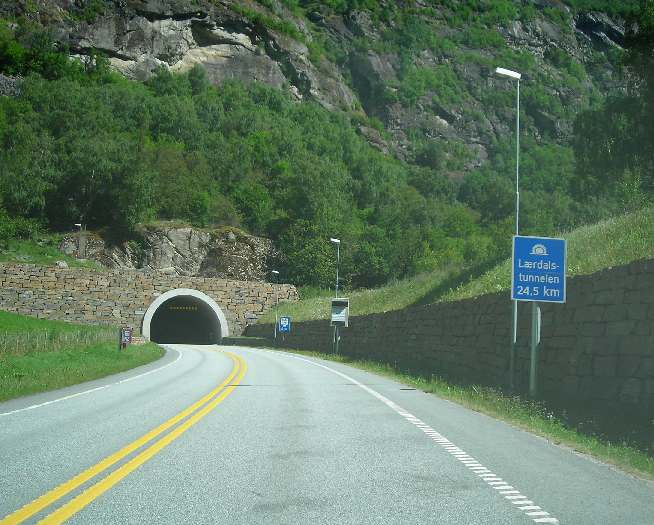
Lærdalský tunel
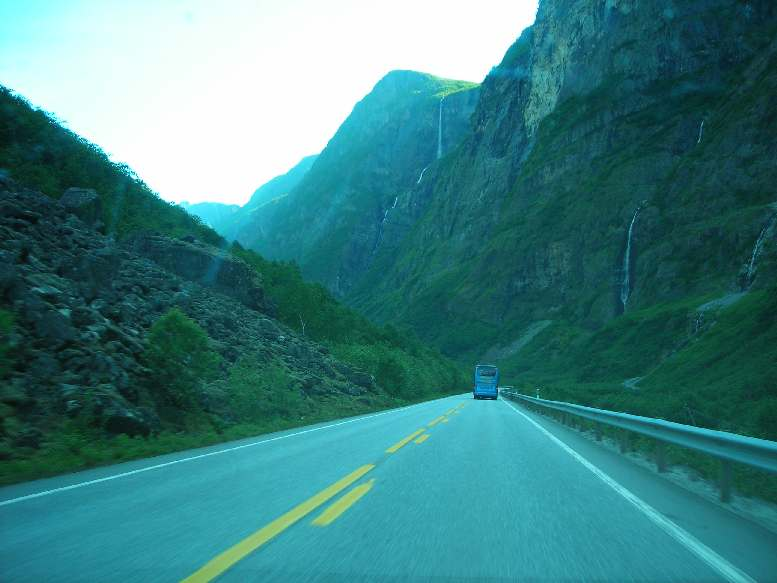
E16 v Norsku
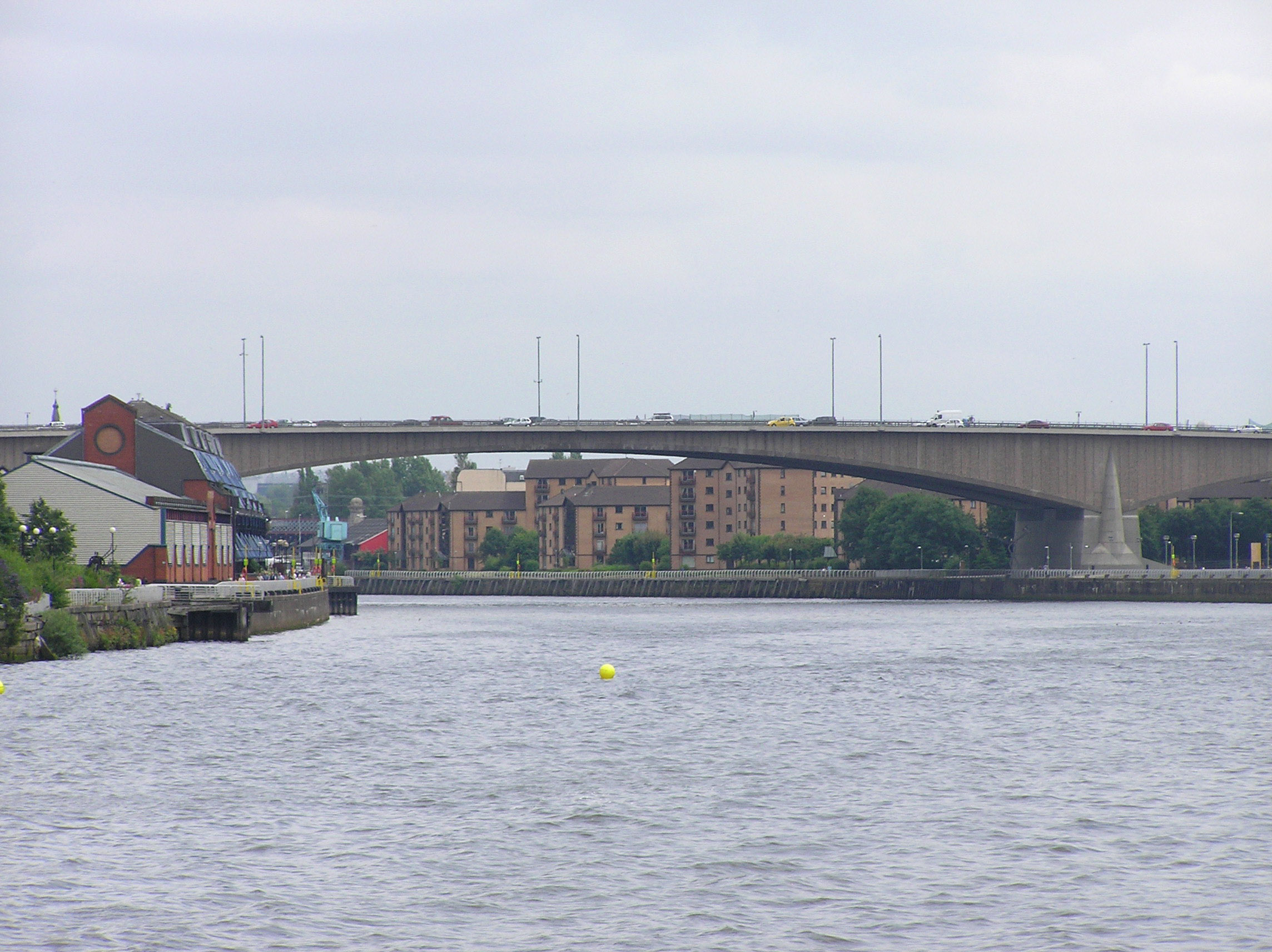
E16 v Glasgow